# Соломинка (село)
Соломинка — село в Башмаковском районе Пензенской области России. Являлось административным центром Соломинского сельсовета. С 15 мая 2019 года входит в состав Соседского сельсовета.

## География
Село расположено в 28 км к юго-западу от районного центра посёлка Башмаково, в 4 км к югу от железнодорожной станции Соседка на линии Пенза – Ряжск, на реке Тяньга.

## Население
| 1862  | 1877  | 1881  | 1897  | 1910  | 1913  | 1923  |
| ----- | ----- | ----- | ----- | ----- | ----- | ----- |
| 1095  | ↗1258 | ↗1306 | ↗1439 | ↗1734 | ↗1993 | ↗2070 |
| 1926  | 1959  | 1970  | 1979  | 1989  | 1998  | 2002  |
| ↗2138 | ↘1011 | ↘785  | ↘724  | ↘590  | ↘558  | ↘465  |
| 2010  |       |       |       |       |       |       |
| ↘441  |       |       |       |       |       |       |

## История
Село основано в конце XVII в. боярином Л. К. Нарышкиным, первопоселенцы прибыли из Тульской губернии. В 1883 г. построена каменная Спасская церковь. До 1920-х гг. являлось волостным центром Моршанского уезда Тамбовской губернии. В 1924 г. на базе коврового цеха баронессы Фитингоф-Шель организовывается промысловая пошивочная и обувная артель имени Крупской (позже ковровая фабрика имени Крупской). Колхоз имени Сталина, затем совхоз «Спутник».